# Langhaariger Thymian
Der Langhaarige Thymian (Thymus praecox subsp. polytrichus), auch Gebirgs-Thymian, Gebirgs-Quendel oder Alpen-Thymian genannt, ist eine Unterart des Frühblühenden Thymians (Thymus praecox) aus der Gattung der Thymiane (Thymus) innerhalb der Familie der Lippenblütler (Lamiaceae).

## Beschreibung

### Vegetative Merkmale
Der Langhaarige Thymian wächst als Zwergstrauch und erreicht Wuchshöhen von 3 bis 10 Zentimetern. Er besitzt unten verholzte Stängel und oberirdische kriechende Ausläufer. Diese Art duftet wenig aromatisch, beim Zerreiben von Blättern oder Blüten entfaltet sich jedoch der charakteristische Thymiangeruch. 
Die blühenden vierkantigen Stängel sind aufrecht und nur an zwei Seiten oder an zwei Seiten deutlich stärker behaart. Die ledrigen, derben Laubblätter sind bei einer Länge von bis zu 12 Millimetern ei- bis spatelförmig, am Grund gewimpert und unterseits mit deutlichen Nerven. 

### Generative Merkmale
Die Blütezeit reicht von Mai bis September. Die Blüten stehen in einem köpfchenförmigen Blütenstand mit blattähnlichen Tragblättern. Die zwittrigen Blüten sind zygomorph mit doppelter Blütenhülle. Der glockige Kelch ist zweilippig. Die Krone ist rosa- bis purpurfarben und zweilippig. 
Die Chromosomenzahl beträgt 2n = 56 oder 54.

## Vorkommen
Der Langhaarige Thymian gedeiht in den Gebirgen Süd- und Mitteleuropas. In Österreich ist der Langhaarige Thymian häufig von der subalpinen bis alpinen Höhenstufe, fehlt im Burgenland und Wien. In Deutschland kommt diese Unterart nur in Südbayern vor.
Der Langhaarige Thymian wächst in sonnigen Lagen in Trocken- und Steppenrasen auf warmen, basenreichen, steinigen oder sandigen Böden von der Tallage bis 2800 m. In den Allgäuer Alpen steigt er am Nebelhorn bis zu einer Höhenlage von 2000 Metern auf.
Er ist eine Charakterart der Ordnung Seslerietalia albicantis.
Die ökologischen Zeigerwerte nach Landolt et al. 2010 sind in der Schweiz: Feuchtezahl F = 2 (mäßig trocken), Lichtzahl L = 4 (hell), Reaktionszahl R = 4 (neutral bis basisch), Temperaturzahl T = 2 (subalpin), Nährstoffzahl N = 2 (nährstoffarm), Kontinentalitätszahl K = 4 (subkontinental).

## Taxonomie
Die Erstbeschreibung erfolgte 1890 unter dem Namen (Basionym) Thymus polytrichus durch Anton Kerner von Marilaun in Vincze von Borbás: Természettudományi Közlöny, Band 24, 2, S. 105. Jaakko Jalas stellte sie 1925 in den Rang einer Unterart Thymus praecox subsp. polytrichus (A.Kern. ex Borbás) Jalas. Weitere Synonyme für Thymus praecox subsp. polytrichus (A.Kern. ex Borbás) Jalas sind: Thymus serpyllum subsp. polytrichus (A.Kern. ex Borbás) Briq., Thymus serpyllum var. polytrichus (A.Kern. ex Borbás) Briq., Thymus praecox subsp. ligusticus (Briq.) Paiva & Salgueiro, Thymus serpyllum var. ligusticus Briq., Thymus polytrichus subsp. ligusticus (Briq.) Stace, Thymus serpyllum subsp. ligusticus (Briq.) Cout., Thymus agoustensis Formánek, Thymus alpigenus (A.Kern. ex Heinr.Braun) Ronniger, Thymus balcanus Borbás, Thymus kapelae (Borbás) Dalla Torre & Sarnth., Thymus kerneri Borbás, Thymus reinegeri Opiz des. inval., Thymus trachselianus Opiz, Thymus vallicola (Heinr.Braun) Ronniger, Thymus vandasii Velen., Thymus polytrichus subsp. vallicola (Heinr.Braun) Debray ex Kerguélen, Thymus serpyllum subsp. alpestris Briq. nom. illeg., Thymus serpyllum subsp. balcanus (Borbás) Lyka, Thymus serpyllum subsp. pfiffianus Lyka, Thymus serpyllum subsp. trachselianus (Opiz) Lyka, Thymus balcanus var. arnautorum Ronniger, Thymus balcanus var. beckii Ronniger, Thymus balcanus var. brevidens Velen., Thymus balcanus var. decorus Ronniger, Thymus balcanus var. micevskii Matevski, Thymus balcanus var. vandasii (Velen.) Ronniger, Thymus effusus var. kapelae Borbás, Thymus humifusus var. alpestris Čelak., Thymus kerneri var. epitrichus Borbás, Thymus kerneri var. oblongifolius Beck, Thymus longicaulis var. ciliatus K.Malý, Thymus serpyllum var. alpestris Briq. nom. illeg., Thymus serpyllum var. trachselianus (Opiz) Briq., Thymus trachselianus var. vallicola Heinr.Braun.